# Liste von Bergen und Erhebungen des Naturparks Habichtswald
Die Liste von Bergen und Erhebungen des Naturparks Habichtswald enthält eine Auswahl von Bergen und Erhebungen und deren Ausläufern des in Nordhessen (Deutschland) gelegenen Naturparks Habichtswald.
Hierzu zählen in erster Linie solche Objekte der Teile des Habichtswälder Berglands:
- Hoher Habichtswald (bis 614,8 m)
- Hinterhabichtswälder Kuppen (bis 600,7 m)
- Dörnberg und Schreckenberge (bis 578,7 m)
- Langenberg/e (bis 556,7 m)
- Hoofer Pforte (bis 499,9 m)
- Malsburger Wald (bis 448,9 m)

Zudem sind, sofern im Naturpark gelegen, auch Erhebungen der Ostwaldecker Randsenken und des östlichen Waldecker Walds aufgeführt.
Siehe auch: Liste von Bergen und Erhebungen in Hessen
Fünf Spalten der in der Ausgangsansicht absteigend nach Höhe in Meter (m) über Normalhöhennull (NHN; wenn nicht anders angegeben laut ) sortierten Tabelle sind durch Klick auf die Symbole bei ihren Überschriften sortierbar. In der Spalte „Berg, Erhebung, Ausläufer“ sind Alternativnamen in Klammern gesetzt, kleingedruckt und kursiv geschrieben. In dieser Spalte stehen bei mehrmals vorkommenden, gleichnamigen Eintragungen kleingedruckt und in Klammern gesetzt zur Unterscheidung jeweils der/die Name/n der Ortschaft/en zudem das Objekt gehört.
Die in der Tabelle verwendeten Abkürzungen sind unten erläutert.
| Berg, Erhebung, Ausläufer (Geo-Koordinaten)                        | Höhe (m) | Naturraum                     | Lage: Ortschaft/en (bei/zwischen) (s. u.) | Kreisfreie Stadt, Landkreis/e (s. u.) | Kommentar/e, Ort von… (Sehenswürdigkeiten; Gewässer/-quellen) | Bild |
| ------------------------------------------------------------------ | -------- | ----------------------------- | ----------------------------------------- | ------------------------------------- | --- | --- |
| Hohes Gras (⊙)                                                     | 614,80   | Hoher Habichtswald            | Bad Wilhelmshöhe, Hoof                    | Kassel (Stadt), KS                    | höchster Berg von: – Hoher Habichtswald – Habichtswälder Bergland – Naturpark Habichtswald – Kassel – Landkreis Kassel bewaldet; AT und Whs Hohes Gras; Skilift/-piste, Rodelbahn; Kletterwald Kassel | Aussichtsturm und Berggaststätte auf dem Hohen Gras                                                                               |
| Uhlenstein (Nk des Hohen Gras) (⊙)                                 | 607,50   | Hoher Habichtswald            | Ehlen                                     | KS                                    | bewaldet; Wbh; Ex-StOÜbPl Ehlen | |
| Großer Bärenberg (⊙)                                               | 600,70   | Hinterhabichts- wälder Kuppen | Zierenberg                                | KS                                    | bewaldet; AT Bärenbergturm; nahe: NSG Hute vor dem Bärenberg (0,33 km²; 1990) | Blick von Oberelsungen zum Großen Bärenberg (mit Bärenbergturm)                                                                   |
| Essigberg (Ehlen) (Nk des Hohen Gras) (⊙)                          | 597,50   | Hoher Habichtswald            | Ehlen                                     | KS                                    | teils bewaldet; FMT Habichtswald, Rodelbahn; nahe Q: Ahne; nahe: NSG Erlebach bei Ehlen (0,34 km²; 1995)                                                                                              | Fernmeldeturm Habichtswald auf dem Essigberg                                                                                      |
| Großer Steinhaufen (Nk des Hohen Gras) (⊙)                         | 597,00   | Hoher Habichtswald            | Bad Wilhelmshöhe                          | Kassel (Stadt)                        | bewaldet, Loipe | Blick von Nordnordwesten über das obere Tal der Ahne zum Großen Steinhaufen                                                       |
| Hoher Dörnberg (⊙)                                                 | 578,70   | Dörnberg und Schreckenberge   | Dörnberg, Zierenberg                      | KS                                    | kaum bewaldet; großer Ringwall; Aussichtsberg; nahe: Segelflugplatz, Nk Helfenstein/e, Nk Kleiner Dörnberg                                                                                            | Blick vom Bärenbergturm auf dem Großen Bärenberg über das Warmetal hinweg zum Hohen Dörnberg mit Kaufunger Wald im Hintergrund    |
| Ahrensberg (Nk des Hohen Gras) (⊙)                                 | 570,00   | Hoher Habichtswald            | Ehlen                                     | KS                                    | bewaldet; Q: Vordere Bauna Ex-StOÜbPl Ehlen | |
| Großer Gudenberg (⊙)                                               | 568,70   | Hinterhabichts- wälder Kuppen | Zierenberg                                | KS                                    | bewaldet; Burgruine Gr. Gudenberg | Blick von Oberelsungen auf den Großen und Kleinen Gudenberg                                                                       |
| Wuhlhagen (⊙)                                                      | 565,00   | Hoher Habichtswald            | Dörnberg                                  | KS                                    | bewaldet; Q: Laubach; nahe: Basalttagebau, nahe: Silbersee | Blick vom Bachberg von Osten über das Tal der Ahne zum Wuhlhagen                                                                  |
| Ziegenkopf (s. a. Ziegenrück) (⊙)                                  | 564,70   | Hoher Habichtswald            | Bad Wilhelmshöhe                          | Kassel (Stadt)                        | bewaldet; bis 1980 Standort der Max-Höfer-Schanze; Q: Drusel, Q: Firnsbach | |
| Bachberg (⊙)                                                       | 560,00   | Hoher Habichtswald            | Bad Wilhelmshöhe                          | Kassel (Stadt)                        | teils bewaldet | |
| Schwengeberg (⊙)                                                   | 556,70   | Langenberg/e                  | Niedenstein                               | HR                                    | bewaldet; höchster Berg der Langenberge | |
| Hüttenberg (⊙)                                                     | 555,00   | Hoher Habichtswald            | Bad Wilhelmshöhe                          | Kassel (Stadt)                        | bewaldet; Reste von Kl. Herkules (Alter Winterkasten) | |
| Kaulenberg (Ahrensberg-Nk) (⊙)                                     | 545,00   | Hoher Habichtswald            | Hoof                                      | KS                                    | bewaldet; Q: Kleine Bauna | |
| Kuhberg (Kassel) (⊙)                                               | 539,00   | Hoher Habichtswald            | Bad Wilhelmshöhe                          | Kassel (Stadt)                        | bewaldet; nahe: Basaltsteinbruch | |
| Elfbuchen (⊙)                                                      | 535,00   | Hoher Habichtswald            | Bad Wilhelmshöhe, Harleshausen            | Kassel (Stadt)                        | bewaldet; AT Elfbuchenturm (Plattformhöhe: 551,3 m ü. NHN; von Bäumen überragt, zurzeit gesperrt); Whs Waldhotel Elfbuchen Rodelbahn                                                                  | Elfbuchenturm; wegen zu hoher Bäume ein Aussichtsturm ohne Aussicht                                                               |
| Laufskopf (⊙)                                                      | 534,80   | Langenberg/e                  | Niedenstein                               | HR                                    | bewaldet | |
| Habichtspiel (⊙)                                                   | 532,00   | Hoher Habichtswald            | Bad Wilhelmshöhe                          | Kassel (Stadt)                        | bewaldet; Kriegerehrenmal | |
| Kleiner Gudenberg (⊙)                                              | 531,80   | Hinterhabichts- wälder Kuppen | Zierenberg                                | KS                                    | bewaldet; Burgruine Kl. Gudenberg | Blick von Oberelsungen auf den Großen und Kleinen Gudenberg                                                                       |
| Karlsberg Bergsattel zwischen Bach- (N) und Hüttenberg (S) (⊙)     | 526,20   | Hoher Habichtswald            | Bad Wilhelmshöhe                          | Kassel (Stadt)                        | Herkules in Kassel (Standorthöhe ca. 515 m); Ausgangspunkt der Kasseler Wasserspiele im Bergpark Wilhelmshöhe                                                                                         | Der Herkules – das Kasseler Wahrzeichen                                                                                           |
| Kleiner Herbsthaus (⊙)                                             | 524,30   | Hoher Habichtswald            | Brasselsberg                              | Kassel (Stadt)                        | teils bewaldet und mit Hain im Gipfelbereich; ND Basaltkuppe, Rodelbahn | |
| Isthaberg (⊙)                                                      | 523,10   | Ostwaldecker Randsenken       | Istha                                     | KS                                    | bewaldeter Inselberg; Ex-Leuchtfeuerturm; nahe: ND Bilstein nahe: Wüstung Büttelsen | |
| Großer Auskopf (⊙)                                                 | 518,00   | Hoher Habichtswald            | Dörnberg                                  | KS                                    | bewaldet | Blick von Ostsüdosten zum Großen Auskopf                                                                                          |
| Rohrberg (⊙)                                                       | 516,70   | Hinterhabichts- wälder Kuppen | Burghasungen, Wenigenhasungen             | KS                                    | bewaldet; ND (Felsklippen) | Blick vom Hohen Dörnberg auf den Rohrberg                                                                                         |
| Wattenberg (⊙)                                                     | 516,20   | Hinterhabichts- wälder Kuppen | Oelshausen, Martinhagen                   | KS                                    | bewaldet; Q: Ems, Q: Erpe, Q: Spolebach, Q: Warme; NSG Sumpfwiese am Wattenberg (0,21 km²; 1985) | |
| Kleiner Auskopf (⊙)                                                | 512,60   | Hoher Habichtswald            | Dörnberg                                  | KS                                    | teils bewaldet; südsüdöstlich des Großen Auskopfs | Blick über ehemalige Sandgrube ostwärts zum Kleinen Auskopf                                                                       |
| Saukopf (⊙)                                                        | 511,40   | Langenberg/e                  | Elmshagen                                 | KS                                    | bewaldet; nahe Q: Ems; nahe: NSG Langenberger Hute bei Breitenbach (0,14 km²; 1992) | |
| Helfenstein/e (s. a. Helfenberg) (⊙)                               | 509,80   | Dörnberg und Schreckenberge   | Zierenberg                                | KS                                    | unbewaldet; KD Basaltfelsen des Dörnbergmassivs; nahe: Segelflugplatz; Aussichtsberg; nahe: Q: Nebelbeeke                                                                                             | Helfenstein – hoch aufragende und kahle Basaltfelsen                                                                              |
| Großer Herbsthaus (⊙)                                              | 509,00   | Hoher Habichtswald            | Brasselsberg                              | Kassel (Stadt)                        | bewaldete Kuppe | |
| Hirzstein (⊙)                                                      | 502,00   | Hoher Habichtswald            | Brasselsberg                              | Kassel (Stadt)                        | bewaldet; KD Ringwall/wälle, steile Felswand eines Ex-Basaltsteinbruchs, Aussichtspunkt (auf 474,8 m Höhe), nahe: ND Teufelsmauer; NSG Hirzstein (0,27 km²; 1979)                                     | |
| Kleiner Steinkopf (⊙)                                              | 500,00   | Hoher Habichtswald            | Bad Wilhelmshöhe                          | Kassel (Stadt)                        | teils bewaldet; Golfplatz, Loipe, Rodelbahn | |
| Burgberg (Schauenburg) (⊙)                                         | 499,90   | Hoofer Pforte                 | Hoof                                      | KS                                    | steile, bewaldete Kuppe; Burgruine Schauenburg | |
| Hühnerberg (⊙)                                                     | 496,00   | Hoher Habichtswald            | Harleshausen                              | Kassel (Stadt)                        | bewaldet; nahe: Blauer See mit Künstler-Nekropole; Q: Geilebach | |
| Hundsberg (⊙)                                                      | 496,00   | Hinterhabichts- wälder Kuppen | Oelshausen                                | KS                                    | bewaldet | |
| Seilerberg (Essigberg-Nk) (⊙)                                      | 495,00   | Hoher Habichtswald            | Ehlen                                     | KS                                    | bewaldet; Ex-StOÜbPl Ehlen | Blick vom Wochenendhausgebiet am Vogelsang zwischen Ehlen und Dörnberg südwärts zum Seilerberg                                    |
| Weidelsberg (⊙)                                                    | 492,30   | Ostwaldecker Randsenken       | Ippinghausen                              | KS                                    | bewaldeter Inselberg; höchster Berg des Langen Waldes; Ruine Weidelsburg; Aussichtsmöglichkeit vom Ost-Palas (Plattformhöhe ca. 500 m)                                                                | |
| Lindenberg (⊙)                                                     | 485,90   | Hoofer Pforte                 | Breitenbach                               | KS                                    | bewaldet | |
| Wurmberg (⊙)                                                       | 485,00   | Hoher Habichtswald            | Harleshausen                              | Kassel (Stadt)                        | bewaldet; Wurmbergsattel (474,0 m) nahe: Elfbuchen; Q: Geilebach | |
| Großer Schönberg (Lindenberg-Nk) (⊙)                               | 482,80   | Hoofer Pforte                 | Breitenbach                               | KS                                    | teils bewaldet; Aussichtsberg; NSG Großer Schönberg bei Breitenbach (0,22 km²; 1995) | |
| Kleiner Dörnberg (Zierenberger Kuppe) (Nk des Hohen Dörnbergs) (⊙) | 481,60   | Dörnberg und Schreckenberge   | Zierenberg                                | KS                                    | unbewaldete(r) Basaltfelsen/-kuppen des Dörnbergmassivs; Alpen-/Jägerpfad Segelflugplatz; Aussichtsberg; NSG Dörnberg (1,16 km²; 1978)                                                                | Blick vom Fußweg vom Hohen Dörnberg zu den Helfensteinen auf die Zierenberger Kuppe                                               |
| Burghasunger Berg (⊙)                                              | 479,70   | Hinterhabichts- wälder Kuppen | Burghasungen, Wenigenhasungen             | KS                                    | unbewaldeter Basaltplateauberg; Ex Kloster Hasungen; NSG Burghasunger Berg (0,09 km²; 1986) | Burghasunger Berg (links) mit Bosenberg (rechts) und Gut Bodenhausen (linke Bildmitte); Blick von Nordosten                       |
| Hohlestein (Nk des Hohen Dörnbergs) (⊙)                            | 476,60   | Dörnberg und Schreckenberge   | Dörnberg, Weimar                          | KS                                    | Begräbnis-, Kult- und Opferstätte aus keltischer Latènezeit, Ringwall | Hohlestein (vorne rechts) mit Hohem Dörnberg (hinten links)                                                                       |
| Niedensteiner Kopf (⊙)                                             | 475,00   | Hinterhabichts- wälder Kuppen | Niedenstein                               | HR                                    | südöstliche Nahtstelle zu den Langenberg/en; im Gipfelbereich bewaldet; AT Hessenturm | Hessenturm auf dem Niedensteiner Kopf                                                                                             |
| Kleiner Schreckenberg (⊙)                                          | 474,70   | Dörnberg und Schreckenberge   | Zierenberg                                | KS                                    | bewaldet | Blick von den Helfensteinen zum Kleinen Schreckenberg                                                                             |
| Bosenberg (⊙)                                                      | 471,50   | Hinterhabichts- wälder Kuppen | Burghasungen                              | KS                                    | bewaldet | |
| Essigberg (Elmshagen) (Schwengeberg-Nk) (⊙)                        | 470,00   | Langenberg/e                  | Elmshagen                                 | KS                                    | bewaldet | |
| Junkerkopf (s. a. Junkerskopf) (⊙)                                 | 466,00   | Hoher Habichtswald            | Dörnberg                                  | KS                                    | bewaldet; Burgruine Igelsburg und nahe: Silbersee | |
| Bensberg (⊙)                                                       | 464,80   | Langenberg/e                  | Besse, Ermetheis                          | HR                                    | bewaldet; Q: Ermetheis | |
| Falkenstein (s. a. Falkenberg) (⊙)                                 | 461,90   | Hinterhabichts- wälder Kuppen | Sand                                      | KS                                    | bewaldet; Burgruine Falkenstein | |
| Bilstein (s. a. Bildstein) (⊙)                                     | 460,00   | Langenberg/e                  | Besse                                     | HR                                    | bewaldet; Ringwall | |
| Großer Schreckenberg (⊙)                                           | 460,00   | Dörnberg und Schreckenberge   | Zierenberg                                | KS                                    | bewaldet; AT Schreckenbergturm, ND Blaue Steine (vulkanisches Geröllfeld) | Blick von den Helfensteinen zum Großen Schreckenberg                                                                              |
| Altenburg (⊙)                                                      | 450,70   | Hinterhabichts- wälder Kuppen | Niedenstein                               | HR                                    | bewaldet; Ringwall der Altenburg | Berg Altenburg bei Niedenstein |
| Sandkopf (⊙)                                                       | 450,40   | Waldecker Wald                | Altendorf, Naumburg, Netze                | KS, KS, KB                            | bewaldet | |
| Sengelsberg (⊙)                                                    | 449,00   | Hinterhabichts- wälder Kuppen | Elmshagen, Niedenstein                    | HR                                    | südöstliche Nahtstelle zu den Langenberg/en, bewaldet | |
| Escheberg (⊙)                                                      | 448,90   | Malsburger Wald               | Zierenberg                                | KS                                    | bewaldet; nahe: Schloss Escheberg | Escheberg von Süden gesehen |
| Emser Berg (⊙)                                                     | 446,50   | Hinterhabichts- wälder Kuppen | Sand                                      | KS                                    | bewaldet | |
| Rabenkopf (⊙)                                                      | 446,10   | Waldecker Wald                | Naumburg                                  | KS                                    | bewaldet | |
| Kleiner Schönberg (Nk des Gr. Schönberg) (⊙)                       | 442,00   | Hoofer Pforte                 | Breitenbach                               | KS                                    | teils bewaldet | |
| Burgberg (Baunatal) (⊙)                                            | 439,60   | Langenberg/e                  | Großenritte                               | KS                                    | bewaldet; KD, ND, Ringwall, nahe: Basaltsteinbruch | Blick aus Richtung Großenritte zum Burgberg                                                                                       |
| Erzeberg (Sand) (⊙)                                                | 436,70   | Hinterhabichts- wälder Kuppen | Sand                                      | KS                                    | bewaldet | |
| Hunrodsberg (⊙)                                                    | 436,20   | Hoher Habichtswald            | Bad Wilhelmshöhe                          | Kassel (Stadt)                        | bewaldet; Asch (See); Reste der eisenzeitlichen Wallanlage Hunrodsberg | |
| Brasselsberg (⊙)                                                   | 434,20   | Hoher Habichtswald            | Brasselsberg                              | Kassel (Stadt)                        | bewaldet; AT Kasseler Bismarckturm, nahe: Bilsteinklippen, nahe: Porta Lapidaria (Felsentor), nahe: Ex Zeche Marie                                                                                    | Bismarckturm auf dem Brasselsberg                                                                                                 |
| Netzer Berg (⊙)                                                    | 432,20   | Waldecker Wald                | Altendorf, Böhne, Königshagen             | KS, KB, KB                            | bewaldet; Wbh | |
| Sollberg (⊙)                                                       | 431,70   | Hinterhabichts- wälder Kuppen | Burghasungen                              | KS                                    | leicht bewaldet | |
| Wartberg (s. a. Warteberg) (⊙)                                     | 430,80   | Ostwaldecker Randsenken       | Elbenberg                                 | KS                                    | bewaldet | |
| Katzenstein (Hohlestein-Nk) (⊙)                                    | 430,00   | Dörnberg und Schreckenberge   | Dörnberg                                  | KS                                    | teils bewaldet | |
| Remmenhausener Kopf (⊙)                                            | 427,60   | Hinterhabichts- wälder Kuppen | Balhorn, Elmshagen                        | KS                                    | bewaldet | |
| Hinterberg (⊙)                                                     | 420,40   | Ostwaldecker Randsenken       | Lohne                                     | HR                                    | bewaldet; Ringwall | |
| Steinberg (Elmshagen/Niedenstein) (⊙)                              | 418,90   | Hinterhabichts- wälder Kuppen | Elmshagen, Niedenstein                    | KS, HR                                | südöstliche Nahtstelle zu den Langenberg/en, bewaldet | |
| Warteberg (s. a. Wartberg) (⊙)                                     | 419,00   | Ostwaldecker Randsenken       | Elmarshausen, Nothfelden                  | KS                                    | bewaldet | |
| Hangarstein (⊙)                                                    | 418,50   | Dörnberg und Schreckenberge   | Fürstenwald                               | KS                                    | bewaldet; Tagebaurestsee Hangarsteinsee | Blick von den Helfensteinen zum Hangarstein                                                                                       |
| Klauskopf (⊙)                                                      | 413,70   | Ostwaldecker Randsenken       | Riede                                     | KS                                    | bewaldet; AT Klauskopfturm, nahe: Schloss Riede mit Landschaftspark Riede | |
| Baunsberg (⊙)                                                      | 413,40   | Hoher Habichtswald            | Baunatal                                  | KS                                    | bewaldet; Hausberg von Baunatal; Ringwall, Sendemast; NSG Baunsberg (0,25 km²; 1982) | |
| Malsberg (⊙)                                                       | 405,60   | Malsburger Wald               | Zierenberg                                | KS                                    | bewaldet; Burgruine Malsburg | |
| Kuhberg (Elbenberg) (⊙)                                            | 403,90   | Ostwaldecker Randsenken       | Elbenberg                                 | KS                                    | bewaldet; Ex Zeche Marie | |
| Schartenberg (⊙)                                                   | 403,90   | Malsburger Wald               | Zierenberg                                | KS                                    | bewaldet; Burgruine Schartenberg | --> |
| Triffelsbühl (⊙)                                                   | 400,00   | Dörnberg und Schreckenberge   | Harleshausen, Dörnberg, Weimar            | Kassel (Stadt) KS                     | bewaldet | |
| Heidelbeerenberg (⊙)                                               | 398,00   | Ostwaldecker Randsenken       | Niederelsungen, Ehringen                  | KS, KB                                | bewaldet | |
| Filtz (⊙)                                                          | 395,50   | Ostwaldecker Randsenken       | Nothfelden                                | KS                                    | bewaldet | |
| Vorderberg (⊙)                                                     | 393,00   | Ostwaldecker Randsenken       | Lohne                                     | HR                                    | bewaldet; Katerklippen, ND Nasser See, Basaltsteinbruch | |
| Erzeberg (Elbenberg) (⊙)                                           | 392,80   | Ostwaldecker Randsenken       | Elbenberg, Riede                          | KS                                    | bewaldet | |
| Eichenberg (⊙)                                                     | 390,00   | Waldecker Wald                | Heimarshausen                             | KS                                    | bewaldet | |
| Dachsberg (Naumburg) (⊙)                                           | 385,40   | Waldecker Wald                | Naumburg                                  | KS                                    | bewaldet | |
| Heiligenberg (⊙)                                                   | 380,00   | Ostwaldecker Randsenken       | Altendorf, Heimarshausen                  | KS                                    | bewaldet | |
| Rödeser Berg (⊙)                                                   | 379,00   | Ostwaldecker Randsenken       | Elmarshausen, Niederelsungen, Nothfelden  | KS                                    | bewaldet | Rödeser Berg mit Windmessmast |
| Igelsbett (⊙)                                                      | 373,80   | Malsburger Wald               | Gut Sieberhausen (zu Zierenberg)          | KS                                    | bewaldet; Habichtswald-Nordausläufer | |
| Ofenberg (⊙)                                                       | 372,50   | Ostwaldecker Randsenken       | Wolfhagen                                 | KS                                    | bewaldet; AT Ofenberg-Turm | |
| Rauenstein (⊙)                                                     | 366,40   | Waldecker Wald                | Bründersen                                | KS                                    | bewaldet; Raue Steine | |
| Helfenberg (⊙)                                                     | 366,20   | Ostwaldecker Randsenken       | Wolfhagen                                 | KS                                    | unbewaldet; Burg Helfenberg | Blick vom Festberg auf Philippinenthal und den Helfenberg (links)                                                                 |
| Hardtkopf (⊙)                                                      | 363,80   | Ostwaldecker Randsenken       | Elbenberg                                 | KS                                    | bewaldet; nahe: Schloss Elberberg | |
| Steinberg (Zierenberg) (⊙)                                         | 363,70   | Malsburger Wald               | Breuna, Zierenberg                        | KS                                    | bewaldet | |
| Falkenberg (s. a. Falkenstein) (⊙)                                 | 361,60   | Malsburger Wald               | Zierenberg                                | KS                                    | bewaldet; Burgruine Falkenberg | |
| Kammerberg (⊙)                                                     | 360,80   | Langenberg/e                  | Gudensberg, Metze                         | HR                                    | bewaldet; Wbh | |
| Birkenkopf (⊙)                                                     | 359,90   | Hoher Habichtswald            | Brasselsberg                              | Kassel (Stadt)                        | bewaldet; nahe: Sieben Teiche | |
| Habichtstein (Habichtsteine, Habichtsstein) (⊙)                    | 345,00   | Habichtswälder Senke          | Ehlen-Bodenhausen                         | KS                                    | bewaldet; gleichnamige Felsgebilde; NSG Habichtstein und Warmetal bei Ehlen (0,38 km²; 1989) | |
| Stöckeberg (⊙)                                                     | 344,80   | Waldecker Wald                | Bühle, Wolfhagen                          | KB, KS                                | teils bewaldet; Wbh, PW und WW, Sendeturm | |
| Hirschköpfchen (⊙)                                                 | 335,00   | Malsburger Wald               | Laar                                      | KS                                    | bewaldet; nahe: Schloss Laar | |
| Burgberg (Niederelsungen) (⊙)                                      | 334,50   | Ostwaldecker Randsenken       | Niederelsungen                            | KS                                    | bewaldet; Ringwall | |
| Großer Wachenkopf (Kammerberg-Nk) (⊙)                              | 333,10   | Langenberg/e*                 | Metze                                     | HR                                    | Ausläufer in die Gudensberger Kuppenschwelle, (Westhessische Senke) | |
| Festberg (⊙)                                                       | 3300     | Ostwaldecker Randsenken       | Wolfhagen                                 | KS                                    | unbewaldet; Naturschutz- und FFH-Gebiet Festberg bei Philippinenthal | Blick auf den Festberg (vorn) und den Großen Bärenberg (hinten)                                                                   |
| Kleiner Wachenkopf (Kammerberg-Nk) (⊙)                             | 327,00   | Langenberg/e*                 | Metze                                     | HR                                    | Ausläufer in die Gudensberger Kuppenschwelle, (Westhessische Senke); Wbh | |
| Bühl (⊙)                                                           | 322,50   | Dörnberg und Schreckenberge*  | Weimar                                    | KS                                    | teils bewaldet; Tagebaurestsee Bühl | |
| Ziegenrück (Heiligenberg-Nk) (s. a. Ziegenkopf) (⊙)                | 318,20   | Ostwaldecker Randsenken       | Altendorf, Heimarshausen                  | KS                                    | bewaldet; ND Riesenstein | Riesenstein auf dem Ziegenrück |
| Graner Berg (⊙)                                                    | 315,00   | Ostwaldecker Randsenken       | Wolfhagen                                 | KS                                    | teils bewaldet; Graner-Berg-Türme, Flugplatz: Wolfhagen-Graner Berg; nahe: NSG Glockenborn bei Bründersen (0,23 km²; 1995), nahe: Wüstung Todenhausen, nahe: Wüstung Gran                             | |
| Firnskuppe (⊙)                                                     | 313,90   | Kasseler Becken               | Harleshausen                              | Kassel (Stadt)                        | bewaldete Basaltkuppe; Ex-Bergbau-Schacht | Blick vom Osterberg zwischen Kassel und Vellmar zur Firnskuppe mit Hohen Dörnberg (links) und Helfenstein (rechts) im Hintergrund |
| Dachsberg (Fritzlar) (⊙)                                           | 312,30   | Ostwaldecker Randsenken       | Lohne                                     | HR                                    | bewaldet | |
| Kopfsteine (⊙)                                                     | 310,00   | Dörnberg und Schreckenberge*  | Fürstenwald                               | KS                                    | Westuffelner Senke; leicht bewaldet; Kopfsteine | Kopfsteine aus Richtung Osten |
| Lambert (⊙)                                                        | 295,00   | Kasseler Becken               | Harleshausen                              | Kassel (Stadt)                        | bewaldet; Q: Rinnbach | |
| Kanzelküppel (⊙)                                                   | 290,00   | Kasseler Becken               | Harleshausen                              | Kassel (Stadt)                        | bewaldet; Q: Herdgraben | |
| Fuchsküppel (⊙)                                                    | 285,00   | Kasseler Becken               | Harleshausen                              | Kassel (Stadt)                        | bewaldet | |
| Junkerskopf (Kammerberg-Nk) (s. a. Junkerkopf) (⊙)                 | 284,20   | Langenberg/e*                 | Metze                                     | HR                                    | Ausläufer in die Gudensberger Kuppenschwelle, (Westhessische Senke), Grillhütte Metze | |
| Bildstein (s. a. Bilstein) (⊙)                                     | 282,80   | Malsburger Wald               | Hohenborn                                 | KS                                    | bewaldet | |
| Schützeberg (⊙)                                                    | 277,20   | Ostwaldecker Randsenken       | Wolfhagen                                 | KS                                    | unbewaldelt; Ex-Standort der Kirche St. Petri zu Schützeberg; nahe: Erpetalbrücke | Der Schützeberg, Blick aus Richtung Süden bzw. „Neuemühle“                                                                        |
| Daspel (Fuchsküppel-Ausläufer) (⊙)                                 | 260,00   | Kasseler Becken               | Harleshausen                              | Kassel (Stadt)                        | unbewaldet; Daspel-Stube (Vereinshaus; Fußballplatz), Daspelhütte (Schutzhütte) | |

## Abkürzungen
Die in der Tabelle verwendeten Abkürzungen (alphabetisch sortiert) bedeuten:
Landkreis/e und kreisfreie Stadt (Kürzel plus Kfz-Kennzeichen):
- KS = Landkreis Kassel
- HR = Schwalm-Eder-Kreis
- KB = Landkreis Waldeck-Frankenberg

Sonstiges:
- * = knapp außerhalb des genannten Naturraums gelegen
- AT = Aussichtsturm
- Ex = ehemalig
- FMT = Fernmeldeturm
- Gr = Große, Großer
- KD = Kulturdenkmal
- Kl = Kleine, Kleiner
- ND = Naturdenkmal
- Nk = Nebenkuppe
- N = Norden
- NSG = Naturschutzgebiet
- Q = Quelle
- PW = Pumpwerk
- s. a. = siehe auch
- StOÜbPl = Standortübungsplatz
- S = Süden
- Wbh = Wasserbehälter
- Whs = Wirtshaus (Gaststätte, Restaurant)
- WW = Wasserwerk